# Juliana Pantalena
Juliana Bellangero Pantalena, mais conhecida como Juliana Pantalena (São Paulo, 12 de junho de 1986) é uma apresentadora, modelo, atriz, cantora, compositora e engenheira química brasileira. Comandou o programa Desenho Mania, na RecordTV.

## Biografia

### 2002: Inicio de carreira e sucesso
Juliana iniciou a carreira no teatro, dançando balé clássico. Se interessou pela carreira de atriz e fez curso de teatro e de cinema. Logo depois, convencida por sua mãe, fez teste para um programa infantil, com mais de 500 meninas inscritas. Ela passou nos testes e aos quinze anos, ela começou a comandar o Desenho Mania, na RecordTV, que era um programa voltado ao público infantil e que exibia desenhos animados aos domingos. Depois de algum tempo, o programa de Juliana conseguiu se consolidar, com ótimos índices de audiência. No começo do programa, ela ocupava apenas oito minutos de três horas, mas com o sucesso em audiência, Juliana começou a aparecer cerca de uma hora e quinze minutos no programa.
Com o sucesso de Juliana no bloco infantil, ele passou a ser exibido aos sábados também, momento em que ela renovou seu contrato com a RecordTV para mais um ano. Durante o tempo como apresentadora do matinal, ela virou madrinha do "Projeto Felicidade", para crianças com câncer, além de participar do "McDia Feliz". Seu público ia de crianças de 5 anos até jovens de 19 anos e em qualquer lugar que aparecia, chamava a atenção de todos.

### 2003–atualmente: Novos planos
A partir do dia 8 de fevereiro de 2003, o programa passou a ser exibido das 10h30 às 13h pelos sábados, e aos domingos das 9h às 12h, com novo cenário virtual, personagens e quadros. O programa também teve a participação de um cachorro, chamado Juca, e de um grupo de crianças, que a ajudavam nos quadros do programa. Durante este período, ela ganhou o Prêmio Jovem Brasileiro como Melhor Apresentadora.
Juliana também tinha um projeto de um programa voltado para o público infantojuvenil, com música, filmes e curiosidades sobre famosos, e ainda faria chamadas de desenhos animados. A Record informou que seu novo programa iria sair do ar e que também seria nos sábados e domingos, porém o projeto acabou sendo cancelado. Juliana prestou vestibular para direito no final de 2003.
Além dos trabalhos no infantil, ela interpretou a música "Aquarela" no especial de 50 anos da RecordTV, desfilou para a estilista Maria Zeli e fez diversas participações no Programa Raul Gil. Ela também participou do quadro "Feijoada do Netinho" no programa Domingo da Gente, apresentado por Netinho de Paula, além de diversas atrações da emissora paulista.
Juliana gravou um CD para o público infantil e ele seria lançado em 2003, porém o motivo do disco não ter sido lançado nunca foi informado. Em 2004, a RecordTV não renovou seu contrato com a apresentadora por não conseguir fechar um acordo com Juliana, devido ao fato de que ela queria se dedicar a novos projetos, além da faculdade de engenharia, que cursava na época.
Atualmente, Juliana compareceu a um workshop da GNT junto com sua mãe, Cristiane Pantalena e seu marido, Nicola Aps.